# يزن حسين الشديفات
يزن حسين سليمان الشديفات (11 أغسطس 1988 -) سياسي أردني شغل منصب وزير الشباب في حكومة جعفر حسان من 18 سبتمبر 2024 ولغاية التعديل الوزاري الأول في 6 أغسطس 2025، كان عضوًا في مجلس النواب التاسع عشر، تولى حينها مهام مساعد رئيس المجلس ورئيس اللجنة الإدارية لدورتين نيابيتين. يحمل درجة البكالوريوس في الهندسة المدنية من الجامعة الهاشمية وهو ناشط في العمل الشبابي والاجتماعي.

## التعليم
حصل على درجة البكالوريوس في الهندسة المدنية من الجامعة الهاشمية.

## المناصب
- عضو مجلس نواب في المجلس التاسع عشر[3]
- وزير الشباب في حكومة جعفر حسان

### المناصب الاخرى
- مساعد رئيس مجلس النواب[2]
- رئيس اللجنة الإدارية النيابية لدورتين نيابيتين
- عضو لجنة العمل والتنمية الاجتماعية والسكان
- عضو في عدة جمعيات للصداقة والأخوة البرلمانية
- شريك مؤسس في شركة اركان بيت المقدس للمقاولات الإنشائية
- عضو هيئة شباب كلنا الأردن
- ناشط بالعمل الشبابي والاجتماعي والتطوعي

### العضوية
- عضو نقابة المهندسين الأردنيين
- عضو مؤسس في جمعية الحزم الشبابي
- عضو نقابة المقاولين الأردنيين[4]